# Condado de Bon Homme
O Condado de Bon Homme é um dos 66 condados do Estado americano da Dakota do Sul. A sede do condado é Tyndall, e sua maior cidade é Tyndall. O condado possui uma área de 1 506 km² (dos quais 47 km² estão cobertos por água), uma população de 7 260 habitantes, e uma densidade populacional de 5 hab/km² (segundo o censo nacional de 2000). O condado foi fundado em 1877.